# Ulica Brynowska w Katowicach

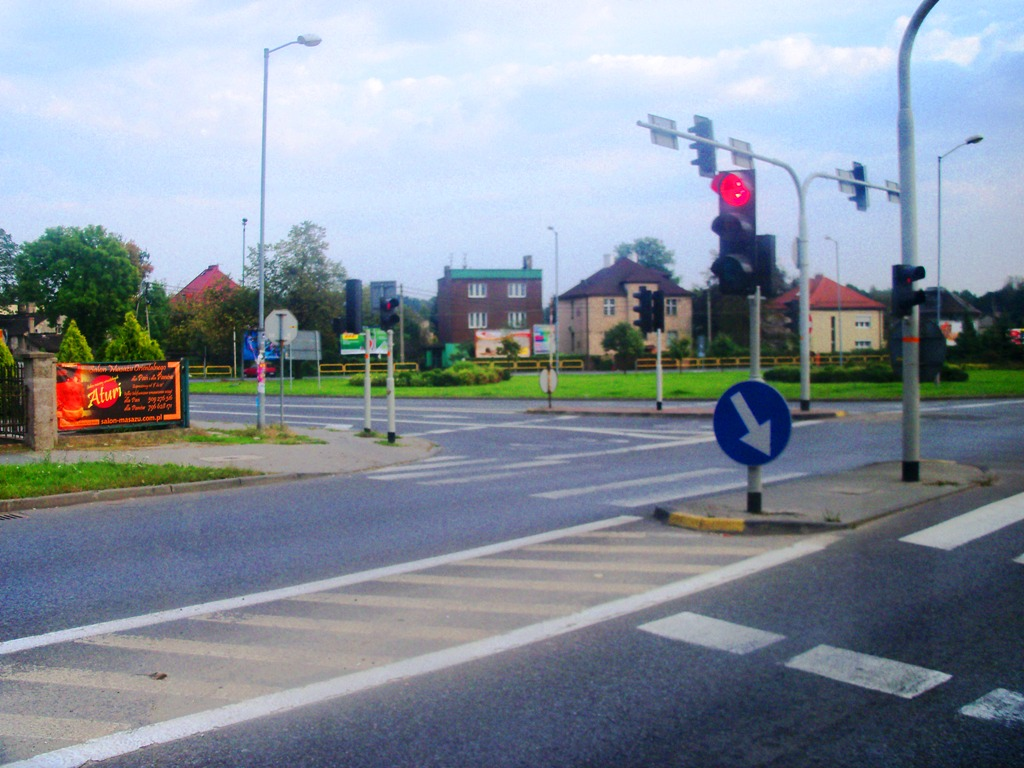
Skrzyżowanie ulicy Brynowskiej i ulicy Tadeusza Kościuszki (plac Tajnej Organizacji Nauczycielskiej)

Ulica Brynowska w Katowicach − jedna z najważniejszych arterii komunikacyjnych, prowadząca do południowych dzielnic Katowic.

## Przebieg
Ulica Brynowska rozpoczyna swój bieg przy skrzyżowaniu z ulicą Mikołowską i ulicą Ligocką. Następnie biegnie przez zachodnią część Brynowa, krzyżując się z ulicami: Różyckiego, Fitelberga, Połomińską, Gałczyńskiego, Kepową i Jasieńskiego. Za skrzyżowaniem z ulicą Dworską prowadzi do ulicy Rolnej obok hipermarketu „Obi”. Kończy swój bieg krzyżując się z ulicą Tadeusza Kościuszki.
Uchwałą Rady Miasta Katowice nr VIII/130/11 z dnia 18 kwietnia 2011 skwerowi, położonemu u zbiegu ul. T. Kościuszki i ul. Brynowskiej nadano nazwę plac Tajnej Organizacji Nauczycielskiej. Uchwała weszła w życie 7 czerwca 2011.

## Opis
Pod ulicą zlokalizowany jest wodociąg Ø 225 mm oraz kanał odprowadzający ścieki Ko Ø 1000 mm. Zabudowa wzdłuż ulicy Brynowskiej ukształtowała się w XVIII i XIX wieku. W dwudziestoleciu międzywojennym na początku ulicy, po jej lewej stronie, działała fabryka farb i lakierów, a także mydła E. Kołłątay'a (Kolontaja). W głębi za nią (od strony ul. Parkowej) istniała cegielnia Badury, która funkcjonowała również po wojnie do końca lat 60. Pod numerem 89 w latach międzywojennych działała Biblioteka TCL. W latach siedemdziesiątych XX wieku przy drodze zlokalizowano budownictwo wysokościowe. W 1981 część starych obiektów wyburzono.
Ulicą Brynowską kursują linie autobusowe ZTM. Do 2009 ulica była częścią drogi krajowej nr 81.
W okresie Rzeszy Niemieckiej ulica nosiła nazwę Brynower Straße/Teil Nikolaistraße.

### Obiekty zabytkowe
Przy ulicy Brynowskiej znajdują się następujące obiekty o wartości historycznej:
- budynek mieszkalny (ul. Brynowska 57), wzniesiony w dwudziestoleciu międzywojennym, w stylu funkcjonalizmu, objęty ochroną konserwatorską[10], ochrona obowiązuje w granicach działki; ochroną zostały objęte: skala i forma historyczna, geometria dachu, cechy stylowe i detale architektoniczne, historyczna kolorystyka, kształt, wielkość, rozmieszczenie otworów okiennych i drzwiowych, ich podziały, półokrągłe ryzality ogrodowe z tarasem i metalową balustradą;
- kamienica mieszkalna − familok (ul. Brynowska 76), wybudowana na początku XX wieku w stylu historyzmu[10].

### Instytucje
Przy ulicy Brynowskiej znajduje się Wojewódzki Inspektorat Weterynarii, przedsiębiorstwa handlowo-usługowe, lecznice dla zwierząt, Dom Dziecka „Zakątek”, Miejska Biblioteka Publiczna w Katowicach − Filia nr 8, Miejskie Przedszkole Publiczne nr 1 im. J.Ch. Andersena oraz przychodnie i centra medyczne. Niedaleko ul. Brynowskiej znajduje się Park im. Tadeusza Kościuszki oraz POD „Radość”.